# Alloclubionoides bifidus
Alloclubionoides bifidus là một loài nhện trong họ Amaurobiidae.
Loài này thuộc chi Alloclubionoides. Alloclubionoides bifidus được Kap Yong Paik miêu tả năm 1976.